# NBA Showdown
NBA Showdown är ett TV-spel från 1993, utgivet till SNES. Spelet är uppföljaren till Bulls vs Blazers, och Sega Mega Drive-versionen döptes till NBA Showdown 94. Spelet var det femte i NBA Playoffs-serien, som senare bytte namn till NBA Live.
Spelet var tillsammans med Tecmo NBA Basketball ett av de tidigare att innehålla alla NBA-lag.

### Fotnoter
1. 1 2  ”NBA Showdown '94” (på engelska). Gamefaqs. Arkiverad från originalet den 8 maj 2014. https://web.archive.org/web/20140508030641/http://www.gamefaqs.com/genesis/586341-nba-showdown-94/data. Läst 7 maj 2014.
2. ↑  ”NBA Showdown”. Gamefaqs. Arkiverad från originalet den 8 maj 2014. https://web.archive.org/web/20140508030405/http://www.gamefaqs.com/snes/588516-nba-showdown/data. Läst 7 maj 2014.